# DSB IC4
A DSB IC4 egy dán dízelmotorvonat-sorozat. A DSB üzemelteti.

## Története
A 83 db IC4 gyártására az AnsaldoBreda céget szerződtették. A 200 km/h végsebességű vonatokat 2003-tól 2006-ig kellett volna leszállítani, azonban az első szerelvény is csak 2007-ben indult el Dániában.
A pótlást 45 kétszintes vonattal, három három kocsis úszógumi-orrú DSB IC3 szerelvénnyel és további három, a német vasúttól bérelt Intercity-Express vonattal tervezik. Mivel a dán hálózatnak alig harmada van villamosítva, ezek a billenőszekrényes dízel ICE TD változatok, melyek a dán-német nemzetközi forgalomban fognak közlekedni.
Dánia megállapodott a dízelmotorvonatokat késve szállító olasz AnsaldoBredával a további IC4-esek leszállításának menetrendjéről. A 83 négy kocsis vonat és 23 db IC2-es változat 2012-ig érkezhet meg, a gyártó pedig kártérítést fizet a dán vasútnak.
A dánok 45 db mozdonyos-vezérlőkocsis vontatásra alkalmas kétszintes kocsit, és három ICE-TD-t bérelnek a német vasúttól.
Dánia 2008-ban adott ultimátumot az AnsaldoBredának, a szerződés felbontásával fenyegetőzve, ha egy éven belül nem szállít le 15 IC4-est, melyek közül egy már alkalmas kell legyen csatolt üzemre.
Bár Dánia kételkedett benne, végül sikerült leszállítani a vonatokat, apróbb papírmunkák hiányoznak csak. Továbbá nem is igazán lenne alternatívája az olasz kocsiknak, mivel mostanság hatalmas várólisták vannak a vasúti járműgyártóknál, és ha csak évek múlva érkeznének meg más dízel vonatok, azt nem tudná a DSB kihasználni a 2020-ban kezdődő villamosítások miatt.
A DSB szerint a vonatokkal a legnagyobb probléma a szoftver (akárcsak a szintén az AnsaldoBreda gyártotta holland V250 Albatrosok esetében), illetve megjegyezték, hogy a nullszériás modellek kicsit össze vannak tákolva.
Gyakorlatilag a DSB átvállalta a vonatok végső, apróbb munkáit, hogy az olaszok a fő gyártásra koncentrálhassanak. Az Ansaldo pedig nem csak ezt, hanem az időközben bérelt vonatok árát is ki kell fizesse, így gyakorlatilag elvesztette a 4,5 milliárd dán koronás szerződés majdnem felét.
A DSB törölheti a közel 900 millió dollár értékű szerződését az AnsaldoBredával, ha az nem képes
rövididőn belül leszállítani 14 db IC4 dízelmotorvonatot.
A DSB igazgatója, Soren Eriksen kijelentette: „szeretném elmondani, reménykedek, hogy a gyár betartja a végső határidőt, de sajnos már nem hiszek az IC4-ben.” A DSB egy részleges helyettesítő tervet kíván megvalósítani az IC4 pótlására, amennyiben a szerződést megsemmisítik. Ez magában foglalja a 30 éves DSB ME sorozatú dízelmozdonyok felújítását, illetve helyettesítését, lízingelnek 45 darab Bombardier emeletes kocsit, kijavítják a három balesetet szenvedett DSB IC3 motorvonatot, hogy megerősítsék az Intercity állományukat. A DSB ezeken kívül három darab ICE TD ívbe bebillenő dízelmotorvonatot vesz kölcsön a Német Vasutaktól.